# Disinfo Digest
Disinfo Digest – polska organizacja pozarządowa zajmująca się badaniami nad zjawiskiem manipulowania polskim środowiskiem informacyjnym przez obce ośrodki propagandowe.
Zespół ukierunkowany jest na identyfikację i przeciwdziałanie zjawiskom dezinformacji oraz kampanii propagandowych w polskiej przestrzeni informacyjnej. Cele te są realizowane przez rozpoznanie operacji informacyjnych, psychologicznych w korelacji z operacjami cybernetycznymi. Projekt obejmuje badanie nad zjawiskiem propagandy, dezinformacji, manipulacji środowiskiem informacyjnym, w tym środowiskiem poznawczym.
- Rozpoznanie i analiza polskiej przestrzeni informacyjnej
- Działalność publicystyczna
- Publikowanie ostrzeżeń o zidentyfikowanych incydentach w środowisku informacyjnym
- Prowadzenie działań komunikacyjnych w cyberprzestrzeni